# الیاس بن اسد
الیاس بن اسد، یکی از حکام سامانی که مدتی حاکم هرات بود.
غسان بن عباد که ظاهراً حدفاصل زمامداری مأمون تا امارت یابی طاهر بن حسین در خراسان به شمار می‌رود، طبق فرمان خلیفه عباسی، فرزندان اسد را به امارت نواحی ماوراءالنهر منصوب کرد البته هرات را به الیاس واگذار کرد.
بنابراین فقط الیاس بن اسد بود که در این سوی جیحون برخوردار از حکومت شد. همین قضیه باعث شد تا در میان فرزندان اسد، تنها حکومت وی دوام نیاورد و در معرفی سلطه طلبی دیگر عناصر قدرتمند و مدعی واقع شود حتی برخی منابع، امارت مستقل او بر هرات را نپذیرفته و او را نایب کسی همچون طلحه بن طاهر می‌دانند.
الیاس، والی هرات، پنج تن از امرای طاهری را به چشم خود دید لیکن از شخصیت او و اقداماتش در این ناحیه چندان اطلاعی در تاریخ نمی‌یابیم. یعقوبی اشارتی بر الیاس دارد که آن را در جای دیگر نمی‌بینیم و تا اینکه عبدالله بن طاهر در سال ۲۱۲ هجری، اسکندریه ماوراءالنهر را فتح کرد و الیاس را به حکومت آنجا گذاشت. درجای دیگر نیز آمده است که: «الیاس والی هرات بود و در آنجا نسل و اولاد و آثار و آبادانی‌های بسیاری از او مانده است. عبدالله بن طاهر او را نزد خود خواند، او قدری تسامح کرد و دیر جنبید. طاهر به او نامه نوشت که هرجا نامه به او برسد، بماند. او به پوشنگ رسیده بود که نامه را دریافت کرد و همان‌جا مدت یک سال ماند و آن مدت برای او کیفر بود. پس از آن طاهر او را عفو کرد و به او اجازه داد که برای ملاقات حاضر شود».